# Dibromgerman
Dibromgerman ist eine chemische Verbindung aus der Gruppe der Germane.

## Gewinnung und Darstellung
Dibromgerman kann durch Reaktion von Monogerman mit Brom gewonnen werden.
{\displaystyle {\ce {GeH4 + 2Br2 -> GeH2Br2 + 2HBr}}}

## Eigenschaften
Dibromgerman ist eine farblose hydrolyseempfindliche Flüssigkeit, die bei Raumtemperatur langsam disproportioniert und bei −78 °C aufbewahrt werden kann.